# ハイイロシメジ
ハイイロシメジ（灰色湿地・灰色占地、学名: Clitocybe nebularis）は、Clitocybaceae科ハイイロシメジ属（旧カヤタケ属）の中型から大型のキノコである。毒キノコの一つ。

## 分布・生態
北半球に広く分布する。落葉分解菌（腐生性）。秋から初冬にかけて、各種林内の落葉が多く堆積した地上に散生、または群生する。落葉には、キノコの本体にあたる白い菌糸体が見られる。

## 形態
子実体は傘と柄からなる。傘の径は6–20センチメートル (cm) 。成熟するとほぼ平らに開くが、中央部がやや窪むことが多い。傘表面は淡灰色、中央部は色が濃く、縁部はやや内側に巻き込む。傘裏のヒダは、白色から淡いクリーム色で、密に配列し、柄に対して垂生する。
柄は長さ3 - 6 cmで、傘に対してやや短く、根元は大きく膨らみ、ずんぐりしている。柄の表面は白色から淡灰色で、縦線がある。肉はしまっていて加熱したニンニクのような匂いがある。

## 食毒性
大きくて肉厚で食べ応えがある食感で、シメジのような香りがあり、味もよく良いダシが出るので、地方によっては珍重されるところもある。しかし加熱不足による生に近い調理や、体質によって中毒を起こすので毒キノコとされ、安易に食用にすることは慎むべきである。毒成分については不明とされる。
食後数十分から24時間以内に、悪寒、嘔吐、下痢などの消化器系の中毒症状を示すが、2 - 3日後には回復する。

## 類似するキノコ
類似種にシロノハイイロシメジ（C. robusta）があり、本種よりも白みが強くニラの腐敗臭があるとされる。2024年に新潟県の直売場で大黒シメジ（ホンシメジ）として誤って販売された事例がある。